# How's This?
How's This? (어때??,  Eottae?LR) è un brano musicale dell'album A'wesome della cantante sudcoreana Kim Hyun-ah pubblicato il 1º agosto 2016.